# أندورا في الألعاب الأولمبية الصيفية 2020
شاركت أندورا في الألعاب الأولمبية الصيفية لعام 2020 في طوكيو والتي كان من المقرر أن تقام في الأصل في الفترة من 24 يوليو إلى 9 أغسطس 2020 إلا أنها تأجلت إلى 23 يوليو إلى 8 أغسطس 2021 ، بسبب جائجة فيروس كورونا. وتعتير هذه المشاركة الثانية عشرة لأندورا على التوالي في الألعاب الأولمبية الصيفية.

## المنافسون
فيما يلي قائمة بعدد المتنافسين الأندوريين في الألعاب.
| الرياضة          | الرجال | النساء | المجموع |
| ---------------- | ------ | ------ | ------- |
| ألعاب القوى      | 1      | 0      | 1       |
| التجديف بالقوارب | 0      | 1      | 1       |
| المجموع          | 1      | 1      | 2       |

## ألعاب القوى
حصلت أندورا على دعوة من الاتحاد الدولي لألعاب القوى لإرسال لاعبين (رجل وامرأة) إلى الأولمبياد. 
سباقات المضمار والطرق
| الرياضي  | المنافسة   | المرحلة التأهيلية | المرحلة التأهيلية | الدور قبل النهائي | الدور قبل النهائي | الدور النهائي | الدور النهائي |
| الرياضي  | المنافسة   | النتيجة           | المركز            | النتيجة           | المركز            | النتيجة       | المركز        |
| -------- | ---------- | ----------------- | ----------------- | ----------------- | ----------------- | ------------- | ------------- |
| بول مويا | 800 م رجال | 1:47.44           | 7                 | لم يتأهل          | لم يتأهل          | لم يتأهل      | لم يتأهل      |

## التجديف بالقوارب
تأهلت أندورا بقارب واحد من خلال بطولة العالم ICF Canoe Slalom لعام 2019 التي أقيمت في لا سيو دي أورغل في إسبانيا، وتعدّ هذه المشاركة عودة أندورا لهذه الرياضة بعد غياب دام 12 عامًا. 
| الرياضي      | المنافسة  | تمهيدي   | تمهيدي | تمهيدي   | تمهيدي | تمهيدي   | تمهيدي | الدور قبل النهائي | الدور قبل النهائي | النهائيات | النهائيات |
| الرياضي      | المنافسة  | الدورة 1 | المركز | الدورة 2 | المركز | أفضل زمن | المركز | الزمن             | المركز            | الزمن     | المركز    |
| ------------ | --------- | -------- | ------ | -------- | ------ | -------- | ------ | ----------------- | ----------------- | --------- | --------- |
| مونيكا دوريا | سيدات C-1 | 113.78   | 6      | 119.69   | 14     | 113.78   | 9 س    | 128.32            | 11                | لم تتأهل  | لم تتأهل  |
| مونيكا دوريا | سيدات K-1 | 110.57   | 11     | 110.54   | 13     | 110.54   | 14 س   | 118.15            | 16                | لم تتأهل  | لم تتأهل  |